# باري هاتشينسون
باري هاتشينسون (بالإنجليزية: Barry Hutchinson)‏ هو لاعب كرة قدم بريطاني في مركزي جناح ‏، ولد في 27 يناير 1936 في شفيلد في المملكة المتحدة، وتوفي في 12 يونيو 2005 في روثرهام ‏ في المملكة المتحدة. لعب مع بولتون واندررز ودارلينجتون إف سى وديربي كاونتي ونادي بانغور سيتي ونادي تشيسترفيلد ونادي روتشديل ونادي لينكولن سيتي ونادي هاليفاكس تاون ونادي ويموث.